# Никоноров Валерій Володимирович
Валерій Володимирович Никоноров (рос. Валерий Владимирович Никоноров; 26 серпня 1971, Москва, РРФСР, СРСР) — російський борець греко-римського стилю, срібний призер чемпіонату Європи, учасник Олімпійських ігор. Майстер спорту Росії міжнародного класу з греко-римської боротьби.

## Життєпис
Боротьбою почав займатися з 1982 року. Срібний (1998) і бронзовый (1999) призер чемпіонатів Росії.
Виступав за Центральний спортивний клуб армії (ЦСКА), Москва. Тренери — Олексій Іршинський, Марк Португал.
Випускник Московського училища олімпійського резерву № 1.

## Спортивні результати на міжнародних змаганнях

### Виступи на Олімпіадах
| Змагання                    | Збірна | Вагова категорія                 | Місце |
| --------------------------- | ------ | -------------------------------- | ----- |
| Літні Олімпійські ігри 2000 | Росія  | греко-римська боротьба, до 58 кг | 7     |

### Виступи на Чемпіонатах світу
| Змагання                        | Збірна | Вагова категорія                 | Місце |
| ------------------------------- | ------ | -------------------------------- | ----- |
| Чемпіонат світу з боротьби 1999 | Росія  | греко-римська боротьба, до 58 кг | 17    |

### Виступи на Чемпіонатах Європи
| Змагання                         | Збірна | Вагова категорія                 | Місце  |
| -------------------------------- | ------ | -------------------------------- | ------ |
| Чемпіонат Європи з боротьби 1999 | Росія  | греко-римська боротьба, до 58 кг | Срібло |
| Чемпіонат Європи з боротьби 2000 | Росія  | греко-римська боротьба, до 58 кг | 7      |

### Виступи на інших змаганнях
| Змагання                                                          | Збірна | Вагова категорія                 | Місце  |
| ----------------------------------------------------------------- | ------ | -------------------------------- | ------ |
| Гран-прі Німеччини з боротьби 1993                                | Росія  | греко-римська боротьба, до 57 кг | 5      |
| Олімпійський кваліфікаційний турнір з боротьби 2000 (Фаенца)      | Росія  | греко-римська боротьба, до 58 кг | 4      |
| Олімпійський кваліфікаційний турнір з боротьби 2000 (Александрія) | Росія  | греко-римська боротьба, до 58 кг | Срібло |